# High as Hope
High as Hope — четвертий студійним альбомом англійського інді-рок гурту Florence and the Machine, представлений 29 червня 2018 року під лейблами Republic і Virgin EMI Records. Йому передували сингли «Sky Full of Song» та «Hunger». «Patricia» була випущена як третій і останній сингл 10 серпня 2018 року.
Продюсерами альбому стали Флоренс Велч та Еміль Хейні. У цій платівці досліджується теми болю, втрат, сім'ї та пошуку комфорту в самотності. Альбом отримав позитивні відгуки від музичних критиків, які високо оцінили вокальне виконання Велч та її особисту поезію.

## Список пісень
| High as Hope - Стандартне видання | High as Hope - Стандартне видання | High as Hope - Стандартне видання             | High as Hope - Стандартне видання | High as Hope - Стандартне видання |
| #                                 | Назва                             | Автор                                         | Продюсер(и)                       | Тривалість                        |
| --------------------------------- | --------------------------------- | --------------------------------------------- | --------------------------------- | --------------------------------- |
| 1.                                | «June»                            | Florence Welch                                | Emile Haynie Welch Brett Shaw     | 3:41                              |
| 2.                                | «Hunger»                          | Welch Tobias Jesso Jr. Haynie Thomas Bartlett | Haynie Welch                      | 3:34                              |
| 3.                                | «South London Forever»            | Welch Shaw                                    | Haynie Welch Shaw                 | 4:22                              |
| 4.                                | «Big God»                         | Welch Jamie Smith                             | Haynie Welch Shaw                 | 4:01                              |
| 5.                                | «Sky Full of Song»                | Welch Haynie Bartlett                         | Haynie Welch Bartlett             | 3:46                              |
| 6.                                | «Grace»                           | Welch Haynie Jesso Jr. Sampha Sisay           | Haynie Welch Shaw                 | 4:48                              |
| 7.                                | «Patricia»                        | Welch Haynie Bartlett                         | Haynie Welch Shaw                 | 3:37                              |
| 8.                                | «100 Years»                       | Welch                                         | Haynie Welch Shaw                 | 4:58                              |
| 9.                                | «The End of Love»                 | Welch Jesso Jr.                               | Haynie Welch Jesso Jr.            | 4:41                              |
| 10.                               | «No Choir»                        | Welch Haynie Andrew Wyatt                     | Haynie Welch                      | 2:29                              |